# SRAM (компания)
SRAM Corporation (от Scott, Ray, and Sam) — американская компания, один из крупнейших в мире производителей оборудования для велосипедов. Штаб-квартира — в Чикаго. Основана в 1987 году, тесно связана с некоммерческой организацией World Bicycle Relief.

## Собственники и руководство
SRAM — частная компания. В 2008 году в капитал компании вошел фонд Lehman Brothers Merchant Banking, входящий в группу Lehman Brothers.
Президент компании — Стенли Дэй мл. (Stanley Day Jr.).

## Деятельность
Компания выпускает полный спектр оборудования для горных и шоссейных велосипедов: вилки и амортизаторы, оборудование переключения передач, тормозные системы и др. Продукция поставляется под торговыми марками SRAM, RockShox, Truvativ, Avid, Zipp и др.
Основным конкурентом SRAM является японская корпорация Shimano.

## Линейки оборудования

#### MTB-линейка
В настоящее время существует 13 линеек оборудования, представленных на официальном сайте (от самой доступной к самой дорогой):
- X3
- Х5
- Х7
- Х9
- SX
- NX
- GX
- X1
- EX
- X0
- X01
- X01 Eagle
- XX
- XX1
- XX1 Eagle (первая в мире 12 скоростная система с одной ведущей звездой)

#### Дорожная линейка
- Apex
- Apex 1
- Rival
- Rival 1
- Force
- Force 1
- Red
- Red eTAP (электронная система переключения)

## Шоссейный велоспорт
Оборудование SRAM и дочерних брендов активно используется профессионалами и любителями шоссейного велоспорта, в том числе командами Мирового тура. SRAM является спонсором профессиональной шоссейной команды AG2R La Mondiale, которой поставляет групсеты и колеса Zipp .